# Digitaria caledonica
Digitaria caledonica är en gräsart som beskrevs av Johannes Jan Theodoor Henrard. Digitaria caledonica ingår i släktet fingerhirser, och familjen gräs. Inga underarter finns listade i Catalogue of Life.